# 8127 Beuf
A 8127 Beuf (ideiglenes jelöléssel 1967 HA) a Naprendszer kisbolygóövében található aszteroida. C. U. Cesco fedezte fel 1967. április 27-én.